# Калман Ковач (фудбалер)
Калман Ковач (мађ. Kovács Kálmán; Сегедин, 3. март 1916 — август 1982) био је мађарски интернационални фудбалер. Играо је за фудбалски клуб Сегеди Коложвари Еђетем АК. Учествовао је са фудбалском репрезентацијом Мађарске на Летњим олимпијским играма 1936. у Берлину.

## Каријера

### Клуб
У својој фудбалској каријери играо је у саставу клуба КЕАК  (Kitartás Egyetemi Athlétikai Club) из града Сегедина, који је у то време био један од лидера Јужномађарске лиге аматерског првенства Мађарске. 

### Репрезентација
Био је учесник Олимпијских игара 1936. у саставу мађарске аматерске фудбалске репрезентације. Мађари су у првом колу изгубили са 0 : 3 од репрезентације Пољске, у којој су били главни играчи њихове сениорске репрезентације. Још једна утакмица у саставу аматерске репрезентације, у којој је и он играо али није била званична, одиграна је непосредно пре Олимпијских игара против аматерске репрезентације Италије.